# اتفاقية فيرغارا

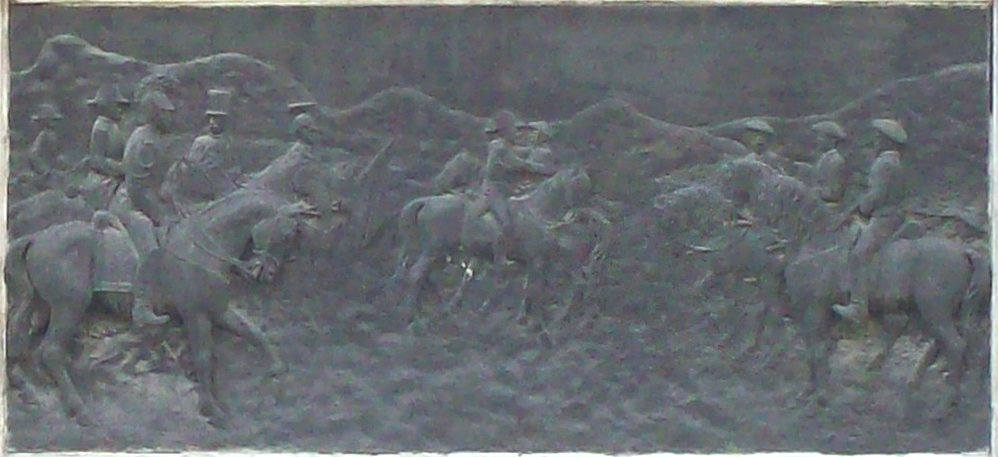

وُقّعت اتفاقيّة فيرغارا في أونياتي (مقاطعه غيبوثكوا) في 31 أبريل 1839 بين الجنرال المؤيد لإيزابيل إسبارتيرو وثلاثة عشر ممثلاً للجنرال ماروتو المؤيد لكارلوس. قامت هذه الإتفاقية على إنهاءالحرب الكارلية الأولى في شمال إسبانيا. ويجدر بالذكر التسمية الأخرى لهذه الأتفاقية ألا وهي عناق فيرغارا إذ تعود إلى العناق بين اسبارتيرو وماروتو في نفس التاريخ أمام حشد من الفرق العسكرية من كلا الجيشين في أراضي فيرغارا. وقّعت بعد عدة مفاوضات شائكة.

## الأحزاب المشاركة
كان اسبارتيرو الممثل للحزب الليبرالي (المؤيد لإزابيل الثانية)، في المقابل كان ماروتو ممثلا للحزب الكارلي (المؤيد لكارلوس ماريا اسيدرو، عم إزابيل، أخ فيرناندو السابع) والذي يطالب بالعرش. كانت وساطة الأميرال لورد جون هاي، رئيس فرقة الرصد البريطانية، حاسمة في إيجاد حل للنزاع، حيث أنه منذ عام 1837 كان قد بدأ بالبحث في آرآء جنرالات كلا الحزبين وذلك لإيجاد حل لإنهاء الحرب.

## الوضع السياسي العسكري قبل المعاهدة في الأراضي المحتلة في الشمال من قبل الجيش الكارلي

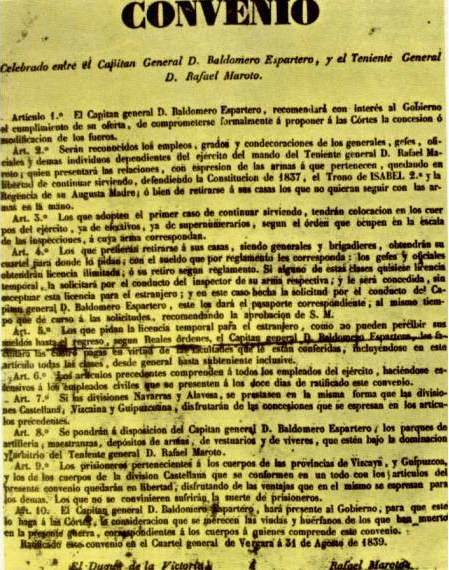
اتفاقية فيرغارا

منذ أن بدأت الحرب والجيش الكارلي يحتفظ بإدارته الإقليمية على الصعيدين المدني والعسكري في كل من مقاطعتي الباسك ونافارا.
كان الضعف في التنسيق بازدياد مستمر بين هذه الإدارات الإقليمية وحكومة المطالب بالعرش (كارلوس) فضلاً عن اشكالية اصلاح الجيش المؤلف من كتائب قشتالة.
وبالحديث عن الضعف الناتج عن هذه الانقسامات الإدارية يجدر بنا ذكر المرسوم الصادر عن حكومة كارلوس إلى إدارات المقاطعات الأربع بمناسبة الحملة الملكية والذي يقتضي بدوره تزويد كل واحده منهن بمئتين حمل من الذخيرة محملة على مائتين بغلة. وكان رد إدارية غيبوثكوا أنه إن تم تحميل تلك الذخيرة على البغال لن تُنسب صناعتها لمقاطعة غيبوثكوا.
الأراضي الكارلية المحتلة في نافارا لم تتجاوز ما نسبته 20% من المقاطعة وكان يقيم فيها 5% فقط من سكان نافارا. وعند انتهاء ربيع عام 1839، بدأت فرق عسكرية إزابيلية بحرق محاصيل الحبوب التابعة لمخزن الغلال الكارلية الرئيسي (كاراسول دي مونتيخورّا).

## ملخص ما تم التعاهد عليه
- البند الأول: اسبارتيرو يوصي الحكومة بمنح الصلاحية للسلطة التشريعية لإعطاء أو تعديل الامتيازات.
- البند الثاني والثالث والرابع والخامس والسادس: ينص على أنه يجب الاعتراف بالوظائف والرتب والأوسمة الكارلية، وتمكينها من الإستمرار في خدمة إيزابيل الثانية. كما ويجب تسليم هذه الجهات رواتب تتناسب مع الأنظمة والقوانين. يجب تسليم أربع دفعات مالية مقدما للذين ذهبو للعيش خارج إسبانيا والدفعات الأخرى تبقى لحين عودتهم إليها. ينطبق كل هذا تماما على الموظفين المدنين في الجيش الكارلي.
- البند السابع: ما تم الإتفاق عليه ينطبق على أعضاء الانقسامات في نافارا وألافا في حال كانوا مستعدين لقبول المعاهدة.
- البند الثامن: يجب على الكارليين تسليم أسلحتهم وزيهم العسكري ومؤنهم إلى اسبارتيرو.
- البند التاسع: كل من يقبل المعاهدة ويعترف بكل ما اتفق عليه آنفاً من سجناء هيئات بيسكاي وغيبوثكوا وسجناء الانقسام القشتالي يطلق سراحه.
- البند العاشر: يتعهد اسبارتيرو بمناشدة الحكومة للعناية بأرامل وأيتام الكارليين الذين قتلوا أثناء الحرب.